# РД-1700
РД-1700 — российский турбореактивный двухконтурный двигатель, предназначенный для учебно-тренировочного самолёта МиГ-АТ

## Технические характеристики
Масса сухая, кг 297,5
Тяга максимальная, кгс 1700…2000
Удельный расход топлива, кг/кгс·ч 0,5-0,7
Степень повышения давления в компрессоре 14,3
Степень двухконтурности 0,78
Приёмистость, с 4,6
Общий технический ресурс, час. 6000
Серийное производство планируется на Московском машиностроительном предприятии им. Чернышёва (ММП им. Чернышёва)
Двигатель РД-1700 разработал ФГУП ТМКБ "Союз", а изготовил АО “Московское машиностроительное предприятие имени В.В. Чернышева”.